# Coenotephria gallinata
Coenotephria gallinata är en fjärilsart som beskrevs av Felder 1875. Coenotephria gallinata ingår i släktet Coenotephria och familjen mätare. Inga underarter finns listade i Catalogue of Life.